# Guglielmo Sabatini
Guglielmo Sabatini (Borgia, 21 marzo 1877 – Catania, 29 luglio 1949) è stato un giurista italiano, fu inoltre preside della facoltà di Giurisprudenza dell'Università degli Studi di Urbino dal 1927 al 1931.

## Biografia
Si laurea in Giurisprudenza a Siena. Nel 1911 ottiene la libera docenza in diritto e procedura penale presso l'Università di Napoli.
Nel 1927 insegna presso l'Università di Urbino – assume l'incarico di preside della Facoltà di Giurisprudenza –, con impegni didattici che lo incalzavano contemporaneamente anche su statistica e filosofia del diritto, e con richiami accademici, talora anche contemporanei, a Camerino, a Siena e a Napoli. A lui si deve, tra altre importanti opere, la fondamentale trilogia sulla Teoria delle prove nel diritto giudiziario penale (1909-1915); Il sistema delle prove nella storia e nella legislazione comparata (1909); Delle presunzioni e delle prove penali in generale (1911); Le prove nella fase investigative del processo, con una introduzione sul sistema delle prove nel nuovo codice di procedura penale (1915). 
L'11 novembre 1929 Sabatini pronunciò il discorso inaugurale per l'apertura dell'anno accademico dedicato a Le basi della nuova legislazione penale italiana. Da Urbino fondava la rivista « La scuola penale: unitaria », che diventò espressione del pensiero suo e dei suoi discepoli.
Nel 1931 passa alla Facoltà giuridica dell'Università degli Studi di Ferrara. Infine, è all'Università di Catania, dove insegna fino al 1949.
Sostenne nella scienza penalistica un indirizzo che, dissociando il concetto di reato da quello di colpa e di libertà e superando le distinzioni tra imputabili e non imputabili, inquadrava unitariamente i concetti di « pena » e di « misura di sicurezza ».
Muore in un'aula del tribunale a Catania nell'estate del 1949. In un ricordo si disse poco dopo la sua dipartita: « Scompare con Lui uno dei più illustri rappresentanti di quella « Terza Scuola » che si pose, a suo tempo, come mediatrice nel conflitto tra Scuola Classica e Scuola Positiva, cercando di superare su di un terreno empirico l'antitesi tra libero arbitrio e determinismo ».

## Opere principali (parziale)
- Principi di scienza di diritto processuale penale (1930)
- Istituzioni di diritto penale (1933)
- Manuale di diritto e procedura penale (1939)
- Principi di diritto processuale penale (1948)